# Estación de Boulogne - Pont de Saint-Cloud
La estación de Boulogne - Pont de Saint-Cloud, de su nombre completo: Boulogne - Pont de Saint-Cloud - Rhin et Danube, es una estación del metro de París situada en la ciudad de Boulogne-Billancourt al oeste de la capital. Es uno de los terminales de la línea 10. 

## Historia
La estación fue inaugurada el 2 de octubre de 1981 en la última prolongación que se hizo de la línea hacia el oeste. Debe su nombre a la localidad de Boulogne-Billancourt y al puente de Saint-Cloud que cruza el río Sena uniendo Saint-Cloud con Boulogne. 

## Descripción
Está estrecha estación se compone de dos vías y de un único andén central. Muestra un diseño atípico, ya que carece de bóveda y de azulejos blanco biselados. Sus paredes recubiertas de maderas y su techo son absolutamente rectos. La iluminación emplea farolas con tres lámparas circulares que recorren todo el andén central. Por su parte, la zona de asiento está formada por pequeñas isletas. Tanto los asientos, como las farolas, como los accesos al andén han sido pintados de un color naranja. En su diseño atípico, es prácticamente igual a la Estación de Bobigny - Pantin - Raymond Queneau.
En la estación también se puede observar un amplio mural dedicado a la Reconquista de Francia durante la Segunda Guerra Mundial que protagoniza El primer ejercito francés - Rhin et Danube. En este, un mapa muestra los diferentes movimientos de tropas hasta lograr la reconquista del país. 